# شکار درون‌رسته

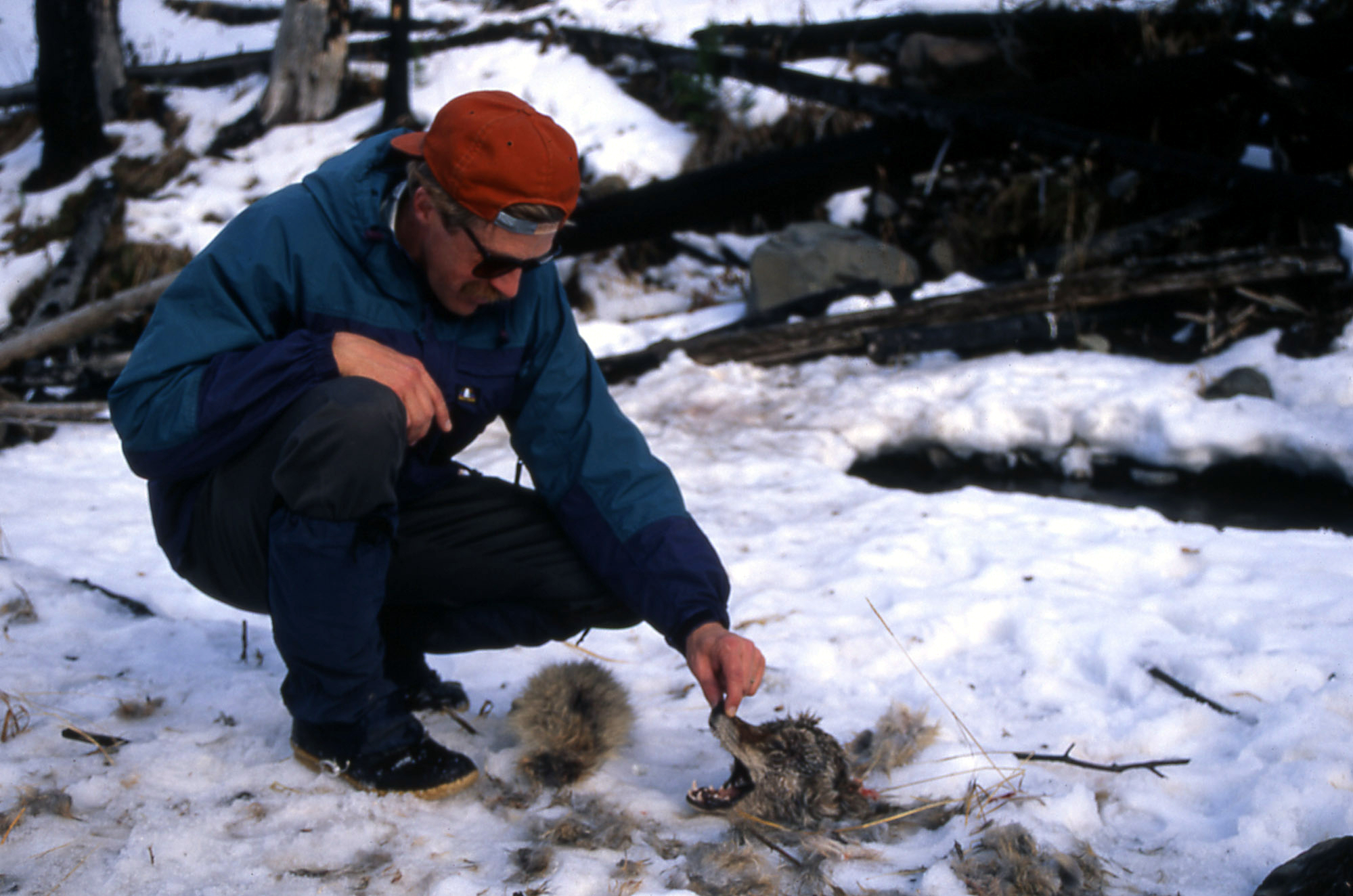
رولف پترسون در حال بررسی لاشه یک کایوت کشته‌شده توسط یک گرگ در پارک ملی یلوستون، ژانویه ۱۹۹۶

شکار درون‌رسته یا شکار درون‌رسته‌ای (به انگلیسی: Intraguild predation)، کشتن و گاهی خوردن رقیب بالقوه گونه‌های مختلف است. این تعامل نشان‌دهنده ترکیبی از شکار و رقابت است، زیرا هر دو گونه به منابع طعمه یکسانی متکی هستند و همچنین از شکار یکدیگر سود می‌برند. شکار درون‌رسته‌ای در طبیعت رایج است و می‌تواند نامتقارن باشد که در آن یک گونه از دیگری تغذیه می‌کند یا متقارن باشد که در آن هر دو گونه یکدیگر را شکار می‌کنند. از آنجایی که شکارچی درون‌رسته‌ای غالب از مزایای دوگانه تغذیه و حذف یک رقیب بالقوه بهره می‌برد، برهم‌کنش‌های شکار درون‌رسته‌ای می‌تواند پیامدهای چشمگیری بر ساختار جوامع بوم‌شناختی داشته باشد.